# NGC 2745
NGC 2745 (również PGC 25478) – galaktyka soczewkowata (S0), znajdująca się w gwiazdozbiorze Raka. Odkrył ją Albert Marth 28 marca 1864 roku.